# André Carrillo
André Martín Carrillo Díaz (Lima, 14 de junio de 1991) es un futbolista peruano. Juega como mediocampista ofensivo y su equipo actual es el S. C. Corinthians del Campeonato Brasileño de Serie A. Es internacional con la selección de fútbol del Perú desde el 29 de junio de 2011. Destaca por ser desequilibrante en el ataque, dotado de velocidad y dominio técnico, y caracterizado por sus amagues y gambetas.
Carrillo surgió de las categorías juveniles del Esther Grande de Bentin y Alianza Lima, donde hizo su debut profesional a los 18 años. Considerado uno de los juveniles más prometedores del Perú. En 2011, fue transferido al Sporting de Lisboa, formando una gran dupla ofensiva con Teófilo Gutiérrez. Tuvo buenas actuaciones en el conjunto de Lisboa, generando asistencias y ocasiones de gol. Consiguiendo una Copa y Supercopa de Portugal además de alcanzar buenas campañas con el conjunto verde y blanco llegando a las semifinales de la Liga Europa de la UEFA 2011-12 y logrando un subcampeonato de la Primeira Liga en 2013. En 2015 André no quiso renovar su contrato, que vencía a fin de temporada, cosa que no gustó a la directiva. El presidente del Sporting Lisboa Bruno de Carvallho ignoró el hecho de que 'la culebra' sea la estrella de su equipo y lo decidió 'congelar' en septiembre de 2015. Esto consistió en que André no jugara un solo partido con su equipo hasta que renovara, golpe bajo. André y su representante sabían que esto iba a bajar su cotización; sin embargo, optaron por esperar hasta el mercado de verano donde firmaron un precontrato con Benfica. 
En 2016 fichó por el Benfica por 5 temporadas y así teniendo oportunidad de regresar a la selección peruana. Su debut con el equipo fue en la Cova da Piedade donde ganarían por 5-0 y su primer gol lo convierte ante Nacional donde acabarían ganando por 3-1 por la tercera fecha de la Liga portuguesa. A pesar de no tener la continuidad deseada, consigue su primer título después de que su club gane por 5-0 al Vitória Guimarães. Tras unos amistosos se hacen rumores sobre su ida al Watford. 
Tras no tener continuidad es prestado al Watford de la Premier League a pedido de su ex-DT Marco Silva el cual lo dirigía en Sporting Lisboa. Su debut fue en el empate ante el Brighton, entrando a los 47' por Cathcart. Su primer gol fue ante el Swansea City poniendo el 1-0 parcial para que acabe 1-1. Curiosamente, días antes, su entrenador le había pedido que remate más al arco. Con la llegada del técnico Javi García al Watford el jugador no tuvo mucha continuidad con el equipo. Su puesto es ocupado por sus compañeros Hughes o Feminía. El 16 de julio de 2018 fue confirmado su cesión al club Al Hilal de la Liga Profesional Saudí. Su cesión durará una temporada por la que 4 millones de euros fueron pagados con opción de compra de 20 millones de euros.
Con la Selección Peruana ha jugado 102 partidos y anotado 11 goles. Desde su debut a los 19 años, Carrillo es el séptimo jugador con más encuentros disputados en la historia de la selección. Participó en la Copa Mundial Rusia 2018 y en las siguientes ediciones de la Copa América: Argentina 2011, Chile 2015, Brasil 2019, Brasil 2021., ganó 2 medallas de bronce en las ediciones 2011 y 2015; y obtuvo el cuarto lugar en la edición de 2021. Llegó a la final continental en 2019 perdiendo frente a Brasil y obteniendo la medalla de plata.

## Biografía
André Carrillo nació el 14 de junio de 1991 en Lima, capital del Perú. Es hijo de Alex Carrillo y de Ana María Díaz Talaviña. Su padre es policía y es padre de 2 gemelos. Durante su infancia, Carrillo declaró que su madre lo ayudó a desarrollarse en el futbol.

## Trayectoria

### Esther Grande de Bentin
André Carrillo jugó en la cantera del Club Esther Grande de Bentíndonde estuvo desde el año 2004.

### Alianza Lima
En el 2007 fue a probarse a las divisiones menores del Alianza Lima, donde destacó por sus grandes actuaciones que lo llevaron a ser promovido al primer equipo a mediados del 2009. Su debut en la Primera División se produjo el 5 de diciembre de ese año, en un encuentro jugado en Lima y válido por la última fecha del Descentralizado 2009, oportunidad en que su equipo empató 2-2 ante la Universidad César Vallejo. Ese año fue subcampeón nacional, clasificando a la Copa Libertadores 2010. En la temporada 2010 tuvo mayores chances de jugar durante la segunda parte del campeonato. Aquel año, fue nominado a Jugador Revelación del campeonato. Al año siguiente, sus buenas actuaciones le permitieron formar parte de la selección peruana que disputó el Sudamericano Sub-20 en Arequipa.  Posteriormente, ya de regreso en Alianza, anotó su primer gol en la profesional el 13 de febrero de 2011 ante Unión Comercio, contribuyendo a la victoria por 4-1 de su equipo.

### Sporting de Lisboa
En los meses siguientes, distintos equipos europeos como el Porto y el Groningen hicieron ofertas para contratarlo. Sin embargo, a pesar de tener contrato con el equipo blanquiazul hasta diciembre de 2013, fichó finalmente por el Sporting de Lisboa por 5 temporadas, siendo presentado oficialmente el 6 de mayo luego de pasar las pruebas médicas.

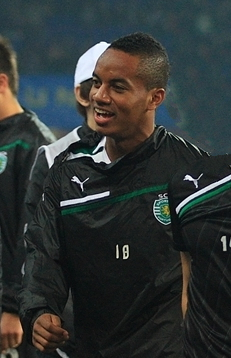
Carrillo previo a un partido con Sporting de Lisboa.

Tras sus buenas actuaciones en el conjunto de Lisboa, generando asistencias y ocasiones de gol, logró marcar por fin su primer gol con el conjunto verdiblanco en la Copa de Portugal, el 22 de diciembre de 2011 ante el Marítimo. Sporting ganó 3 a 0 con Carrillo convirtiendo de cabeza el primer gol de su equipo. El 15 de enero de 2012, anotó su primer gol en la Liga ZON Sagres ante el Sporting Braga. Pese a marcar, Sporting de Lisboa perdió 2 a 1.
Colaboró en la buena campaña del Sporting en la Europa League 2011/12, en la que llegaron hasta las semifinales, cayendo ante el Athletic Club. El 30 de abril, Carrillo anotó su tercer gol con el Sporting, abriendo el marcador frente al Académica de Coimbra por la liga. Los Leones vencieron 2-1. Llegaron hasta la final de la Copa de Portugal, sin embargo la perdieron por 1-0 frente al Académica de Coimbra. Carrillo jugó todo el encuentro.
A inicios de la temporada 2012/13, exactamente el 23 de agosto de 2012, Carrillo le dio el empate a los Leones ante el Horsens de Dinamarca en un encuentro válido para la Liga Europea de la UEFA. Fue su primera anotación en un torneo internacional. Volvió a anotarle al Horsens en el partido de vuelta en Portugal que culminó 5-0.
El 31 de mayo de 2015, André Carrillo logra su primer título con el Sporting Lisboa, se coronó campeón de la Copa de Portugal tras vencer al Sporting Braga por 3-1 en definición por penales. El equipo del peruano empató el marcador en los 90 minutos, tras ir perdiendo 2-0. Los leones jugaron con diez hombres tras la expulsión de Cedric en la primera mitad. Los Leones rompieron una racha de siete años sin conseguir un título.
El 9 de agosto de 2015, obtuvo su segundo título, con gol de Carrillo el Sporting de Lisboa que le ganó 1-0 a Benfica y campeonó en la Supercopa de Portugal. En el minuto 53, avanzó al área de las ‘águilas’. La ‘culebra’ remató desde esa posición y el balón se desvió en Teófilo Gutiérrez e ingresó al arco de Julio César. Los ‘Leones’ levantaron el primer trofeo de la temporada lusa.
Carrillo inicio la temporada siendo la estrella del Sporting Lisboa y formando una gran dupla ofensiva con Teófilo Gutiérrez. Esto llevó a que Carrillo tenga ofertas de grandes clubes, por lo que el Sporting Lisboa le pidió la renovación. Aquí viene la controversia; pues André no quiso renovar su contrato, que vencía a fin de temporada, cosa que no gustó a la directiva. El presidente del Sporting Lisboa Bruno de Carvallho ignoró el hecho de que 'la culebra' sea la estrella de su equipo y lo decidió 'congelar' en septiembre de 2015. Esto consistió en que André no jugara un solo partido con su equipo hasta que renovara, golpe bajo. André y su representante sabían que esto iba a bajar su cotización; sin embargo, optaron por esperar hasta el mercado de verano donde firmaron un precontrato con Benfica.

### S. L. Benfica
Tras quedarse sin jugar desde 2015 Andre finalmente fichó por el Benfica por 5 temporadas y así teniendo oportunidad de regresar a la selección peruana. Su debut con el equipo fue en la Cova da Piedade donde ganarían por 5-0 y su primer gol lo convierte ante Nacional donde acabarían ganando por 3-1 por la tercera fecha de la Liga portuguesa. A pesar de no tener la continuidad deseada, consigue su primer título después de que su club gane por 5-0 al Vitória Guimarães. 

#### La temporada 2016-17
André Carrillo comenzó en 2016 la temporada concluyendola el 21 de mayo de 2017 jugando 20 partidos en donde marcó dos goles y 1 asistencia, siendo el Benfica vigente campeón y el Chaves y el Feirense ascendieron. El torneo fue organizado por la Liga Portuguesa de Fútbol Profesional (LPFP), una división de la Federación Portuguesa de Fútbol (FPF). 
En la temporada 2015/2016 se logra el 35° campeonato de la primeira liga portuguesa y la copa de la liga y en la UEFA Champions League queda segundo en su grupo tras el Atlético de Madrid, en los octavos de final se enfrenta al Zenit en la ida vence por 1 a 0 en el Estadio da Luz y en la vuelta en Rusia gana por 2-1 quedando la eliminatoria 3-1 en favor del Benfica. En cuartos de final se ve las caras con el poderoso Bayern Múnich y tras un duro partido en la ida en Múnich que terminó 1-0 a favor de los bávaros la vuelta en el Estadio da Luz queda 2-1 a favor del Benfica siendo eliminado por la regla del gol de visitante pero poniendo en muchos aprietos a los de Pep Guardiola. 
Tras unos amistosos se hacen rumores sobre su ida al Watford.

### Watford F. C.
Tras no tener continuidad es prestado al Watford de la Premier League a pedido de su ex-DT Marco Silva el cual lo dirigía en Sporting Lisboa. Su debut fue en el empate ante el Brighton, entrando a los 47' por Cathcart. Su primer gol fue ante el Swansea City poniendo el 1-0 parcial para que acabe 1-1. Curiosamente, días antes, su entrenador le había pedido que remate más al arco.  Con la llegada del técnico Javi García al Watford el jugador no tuvo mucha continuidad con el equipo. Su puesto es ocupado por sus compañeros Hughes o Feminía.

### Al Hilal
El 16 de julio de 2018 fue confirmado su cesión al club Al Hilal de la Liga Profesional Saudí. Su cesión durará una temporada por la que 4 millones de euros fueron pagados con opción de compra de 20 millones de euros.
En 2018 Carrillo participó en la Supercopa de Arabia Saudita un partido anual organizado por la Federación de Fútbol de Arabia Saudita, el partido enfrenta al campeón de la Liga Saudita y al vencedor de la Copa del Rey de Campeones, se celebra antes del inicio de la temporada futbolística en el país. En ella el Al-Hilal fue campeón tanto de la liga como de la copa, por lo que Al-Ittihad (Jeddah) clasificó a esta instancia como campeón de la Copa del Príncipe de la Corona Saudí. El partido se jugó en Loftus Road, Londres donde el resultado concluyó en el 2-1 a favor del Al Hilal ganándole a su similar Al-Ittihad (Jeddah) su segundo título en este torneo saudí. Ganó su primer título en Arabia Saudita con el Al Hilal.
En 2019 jugó la Liga de Campeones AFC en el grupo C de la fase de grupos, iniciando el primer partido ganado de visita 1-0 al Al Ain de Emiratos Árabes Unidos, en la siguiente fecha su equipo le gana 3-1 de local al Al Duhail de Catar, cerrando la primera parte de la fase de grupos, Al Hilal pierde de visita 1-3 contra el Esteghlal de Irán. Iniciando la segunda parte de la fase de grupos Al-Hilal le gana de local 1-0 ante se similar Esteghlal con gol de Sebastián Giovinco, en la siguiente fecha Al-Hilal gana de local ganadole 1-0 al Al Ain, finlizando la fase de grupos el Al-Hilal empata de visita al Al Duhail 2-2 terminando como primera de grupo con trece puntos.
En los octavos de final, gana el partido de ida de visita contra el Al Ahli de Arabia Saudita un resultado de 4-2, donde Andre Carrillo dio una asistencia a Bafetimbi Gomis para el primer gol. En el partido de vuelta el Al Hilal pierde de visita contra el Al Ahli 0-1, donde avanzó a cuartos por el resultado global. En los cuartos de final, el Al Hilal empata a 0 de visita contra el Al Ittihad de Arabia Saudita, en el partido de vuelta gana 3 a 1, donde al minuto 44, André Carrillo anota el primer gol y asiste a Salem Al-Dawsari para el segundo gol de equipo. En los dos partidos el global fue 3-1 a favor de Al Hilal. En la semifinal, el Al Hilal ganó por goleada a su rival, Al Sadd por 4-1 de visita por el partido de ida, en el partido de vuelta el Al Sadd le gana 4-2 al Al Hilal, donde no le vasto para pasar, ya que el resultado global fue a favor del Al Hilal con un resultado global de 6-5. En la final, el Al Hilal se midió contra el Urawa Reds de Japón de local, donde en el partido de ida, André Carrillo anota el único gol del partido. En el partido de vuelta el Al Hilal lo jugó de visita ganando 2-0, donde Carrillo asistió a Gomis para sentenciar el partido y consagrarse campeón de la Liga de Campeones de la AFC, logrando el tercer título del club y el primero título internacional de André Carrillo.
Actualmente disputa el Mundial de Clubes llegando a semifinales, contra el Chelsea
Actualmente se encuentra disputando el Mundial de Clubes llegando a la semifinal contra el Chelsea
En la temporada 2019-20, Carrillo ganó su segundo título, sumando 4 goles y 3 asistencias en 21 partidos.
En 2020 Carrillo participó en la Supercopa de Arabia Saudita. El partido se jugó en Estadio Rey Fahd, Riad donde el resultado concluyó en el 3-2 global a favor del Al Hilal ganando su segundo título en el Al Hilal y el primero en la Copa del Rey de Campeones. Ese mismo año participó de la Copa del Rey de Campeones o Copa del Rey lo cual el ganador de la copa garantiza un lugar en la fase de grupos de la Liga de Campeones de la AFC y disputa además la Supercopa de Arabia Saudita con el campeón de la Liga Saudita. A finales del 2020 su equipo se midió contra el Al Fateh en octavos y perdiendo 0-2 concluyendo su temporada con dos títulos. 
En la temporada 2020-21, Carrillo ganó su tercer título, sumando 7 goles y 6 asistencias en 29 partidos, además gana su segunda liga Saudí consecutiva.

### Al-Qadisiyah
En la Temporada 2023-24 Ficha por el Al-Qadisiya equipo de fútbol árabe de la segunda división de Arabia Saudita, con el cual asciende a la Liga Profesional Saudí para la temporada 2024-25. El 2 de septiembre de 2024 el club anunció que el jugador peruano ya no formará parte de su plantel.

### Corinthians
El 6 de septiembre de 2024 se confirmo que sería el nuevo jugador del Corinthians. 
Debutando el 14 de Septiembre en un partido ante Botafogo ingresando en el minuto 74 en reemplazo de Raniele en el Campeonato Brasileño de Serie A en la derrota por 2 a 1.
En la Copa Sudamericana 2024 en los cuartos de final de la ida ingresando en el minuto 74 en reemplazo de Charles Rigon Matos en el triunfo de 0 a 2 ante fortaleza. En el partido de vuelta siendo titular hasta el minuto 76 en el triunfo de 3 a 0 significado la clasificación para las semifinales dónde se enfrentarán al Racing.

## Selección nacional

### Categorías inferiores
En 2011 formó parte de la plantilla para disputar el Campeonato Sudamericano Sub-20 de 2011 que se disputó en Perú.

### Selección absoluta

#### Copa América 2011
Fue incluido por Sergio Markarián en la escuadra nacional que disputó la Copa América 2011 de Argentina donde no tuvo oportunidad sino hasta el tercer partido de la competencia cuando su selección enfrentó a Chile. En dicho encuentro Carrillo anotó un autogol en el minuto final del cotejo, el cual le dio la victoria al cuadro chileno. Perú terminó tercero en la copa al derrotar al seleccionado venezolano 4 a 1.

#### Preparación a Brasil 2014
El peruano André Carrillo anotó un gol en el partido de la selección peruana de fútbol ante Costa Rica, jugada en el Estadio Nacional de San José. Cuando se jugaban los 7 minutos del partido, Yotún logró desequilibrar sin problemas por la izquierda y sacó un centro al ras del campo. Guerrero abrió las piernas y dejó pasar el balón, desestabilizando a la defensa rival, y fue ahí donde apareció André Carrillo, que paró el balón sin marca, se acomodó y remató con clase al palo más lejano del arco. Anotó su primer tanto con la selección en el cotejo contra Costa Rica que terminó a favor del combinado peruano por 0-1.

#### Eliminatorias a Brasil 2014
En el 2011, el Perú ganó a Paraguay en Lima con doblete de Paolo Guerrero (2-0), En Santiago cayeron ante Chile (4-2), en la 3.ª fecha descansaron. En Quito, Ecuador ganó a los incaicos en el Segundo Tiempo (2-0).
En 2012, En Lima Perú cayó de local ante Colombia con un único gol de James Rodríguez (0-1), En Montevideo cayeron ante Uruguay que también competía por el repechaje. Cabe destacar que Diego Penny atajó un penal a Diego Forlán, En Lima, Perú, volvió a la victoria al remontar a Venezuela con doblete de Jefferson Farfán (2-1), empatando en Lima ante Argentina, En aquel partido Claudio Pizarro Falló un Penal que pudo una histórica victoria peruana ante los Argentinos (1-1), En la 9.ª Fecha En la Altura de la Paz empató ante los Bolivianos (1-1) en ese partido Seleccionado Incaico iba ganando 1-0 con un recordado golazo de Juan Carlos Mariño.
En 2013 ganó ante Chile con gol de Jefferson Farfán a los 86 Minutos (1-0) en la 12 Fecha descansaron. Una victoria ante Ecuador también en Lima con gol de chalaca de Claudio Pizarro a los 14 minutos (1-0) pero esta sería la última victoria en el resto de la eliminatoria, En Barranquilla perdió 2-0 Ante Colombia, En Lima cayó 1-2 ante Uruguay con doblete de Luis Suaréz a los 43' de penal y a los 67', y gol de descuento de Jefferson Farfán para el Perú a los 83'. En la antepenúltima fecha cayó 3-2 ante Venezuela siendo la eliminación peruana del Mundial, Jugando por el honor en Buenos Aires cayó ante Argentina que los Peruanos iban ganando 0-1 con gol de Claudio Pizarro (3-1). Ya en la última fecha en Lima, sin público, empató ante Bolivia (1-1) estando en el 7.º lugar de la tabla con 15 puntos solo superando a Bolivia y Paraguay producto de 4 victorias, 3 empates y 9 derrotas.

#### Copa América 2015
El 25 de mayo de 2015 fue convocado por el entrenador Ricardo Gareca para disputar la Copa América 2015 realizada en Chile. Carrillo debutó en el primer partido de la copa ingresando al minuto 83 por Jefferson Farfán en la derrota de 1-2 con Brasil; después se ausentó para los partidos ante Venezuela y Colombia, en los que hubo una victoria y un empate respectivamente. Perú finalizó en el 2.º puesto del Grupo C. En la fase de cuartos de final se enfrentó a la Bolivia teniendo grandes actuaciones, derrotándolos 3-1 y así consiguiendo la clasificación para las semifinales. En semifinales Perú fue eliminada por la anfitriona Chile al caer 2-1. En el partido por el tercer puesto Perú derrotó 2-0 a Paraguay con gol de André Carrillo al minuto 48 y comenzando la jugada del segundo gol. Disputó cuatro partidos y anotó un gol en esta Copa América Chile 2015. 

#### Eliminatorias a Rusia 2018

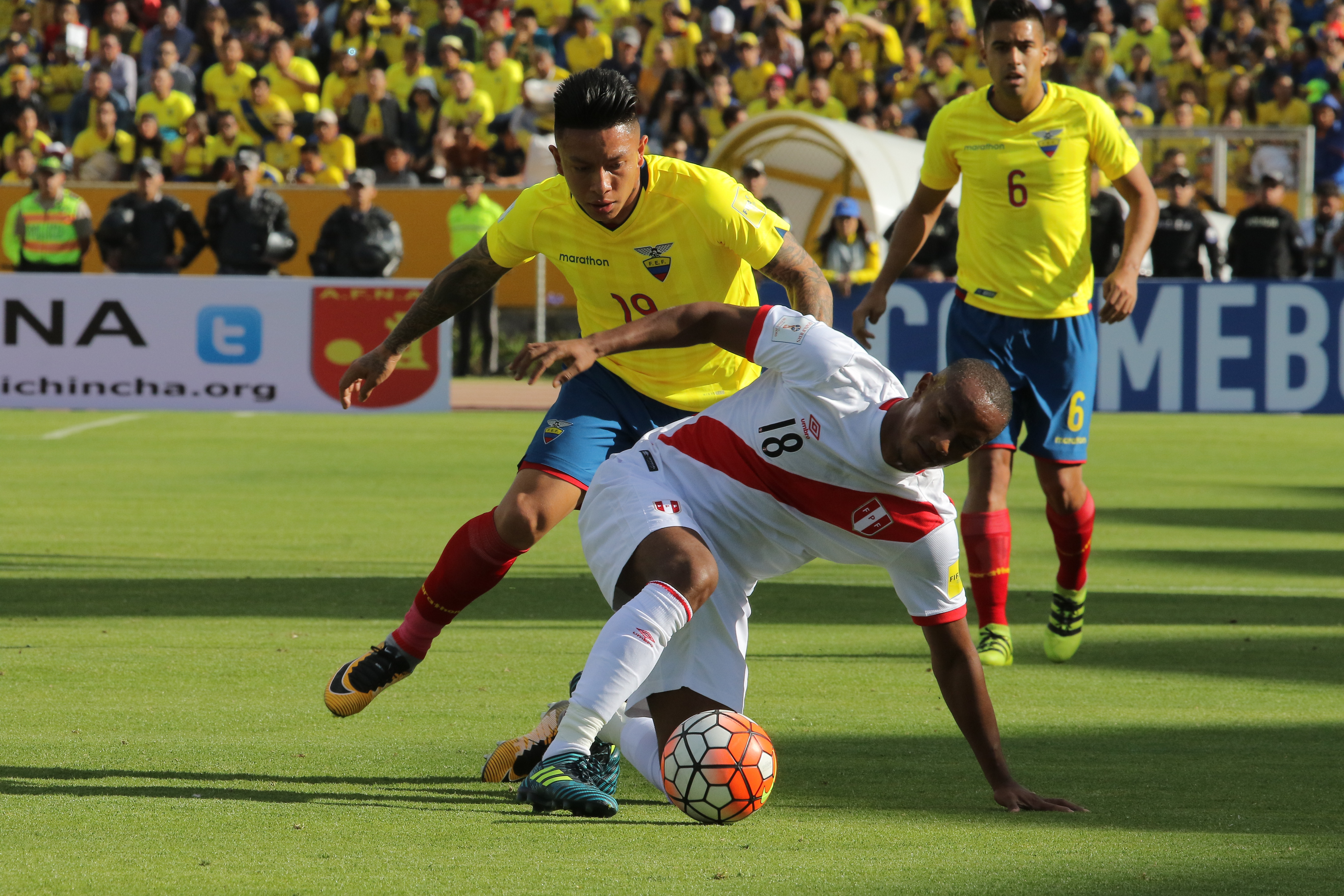
Carrillo durante un partido contra Ecuador durante la Clasificación de Conmebol para la Copa Mundial de Fútbol de 2018, terminando 2-1 a favor de Perú.

Carrillo inicio su proceso de clasificación para la Copa Mundial de 2018 con dos derrotas consecutivas (2:0 ante Colombia y 4:3 ante Chile), recién en la tercera jornada obtuvo su primera victoria tras derrotar a Paraguay por 1:0. Luego de seis partidos y tras sumar cuatro puntos ocupó el octavo lugar. Tras una pausa por su participación en la Copa América Centenario, la escuadra peruana obtuvo dos victorias consecutivas en el reinicio de las eliminatorias (0:3 contra Bolivia y 2:1 contra Ecuador) y un empate (2:2 ante Argentina), manteniéndose provisionalmente en la octava posición con once puntos.
El 11 de octubre de 2016, comenzó la segunda ronda con una derrota por 2:1 ante el seleccionado chileno. En la siguiente fecha obtuvo una histórica victoria por 1:4 ante Paraguay en condición de visitante. Tras perder 2:0 con Brasil.
En la fecha 13 de las eliminatorias, Perú se enfrentó de visitante contra Venezuela. En el primer tiempo, Venezuela se impuso sobre Perú con un contundente 2-0, pero en el segundo tiempo Perú despertó y le dio la vuelta a la Vinotinto, André Carrillo anotó el primer gol de Perú a los 30 segundos del segundo tiempo, Paolo Guerrero se hizo presente en el partido al minuto 63, anotando un gol de cabeza que le dio el empate definitivo a Perú, culminando el partido con marcador 2-2, la blanquirroja consiguió tres victorias consecutivas (2:1 a Uruguay, 2:1 a Bolivia y 1:2 a Ecuador) y dos empates (0:0 con Argentina y 1:1 con Colombia) sumando un total de veintiséis puntos y finalizando en el quinto lugar.

###### Repesca Intercontinental
Carrillo terminó siendo fundamental para la Selección de fútbol del Perú en su andar por las eliminatorias sudamericanas para el Mundial de Rusia 2018. Tras la tercera fecha se asentó como titular y fue una pieza muy importante para que Perú finalizara 5.º y se adjudique la posibilidad de jugar la repesca OFC-Conmebol por la clasificación para la Copa Mundial de Fútbol de 2018 ante la selección de fútbol de Nueva Zelanda. Carrillo fue titular en el primer encuentro de la repesca (el empate 0-0 en Auckland y la victoria 2-0 en Lima), consiguiendo junto a su selección y sus compañeros la tan ansiada clasificación de Perú a la Copa Mundial de Fútbol de 2018 tras 36 años de ausencia.

#### Preparación a Rusia 2018
Durante el desarrollo de los amistosos ante del mundial anotó dos goles, uno el 29 de mayo contra Croacia y otro el 3 de junio contra Arabia Saudita.

#### Rusia 2018
El 4 de junio del 2018 fue convocado por el entrenador Ricardo Gareca para participar de la Copa Mundial de Fútbol de 2018, torneo que se lleva a cabo entre el 14 de junio y el 15 de julio de 2018 en Rusia. Disputó su primera Copa Mundial. Perú obtuvo su clasificación tras derrotar a Nueva Zelanda por marcador de 2:0 en el partido de vuelta de la repesca intercontinental. En el sorteo realizado el 1 de diciembre de 2017 en Moscú, la selección peruana quedó emparejada en el Grupo C junto a Francia, Australia y Dinamarca.
Hizo su primer partido mundialista, el 16 de junio de 2018, en el Mordovia Arena frente a Dinamarca, ingresando como titular en donde Christian Cueva ganó una falta en contra suya en el área chica, acción que fue confirmada por el VAR como penal. Cueva cobró el tiro, pero el balón se fue sobre el travesaño, desperdiciando así una gran ocasión para poner a Perú por delante de los daneses y no se logró revertir el resultado en contra. Fue titular en el segundo partido, con Francia, su actuación fue destacada, pero un error de Paolo Guerrero en salida ocasionó el gol de les bleus. En el último partido, con la selección ya eliminada, anotó su único gol en los mundiales ante la selección de Australia, el partido culminó 2 a 0 a favor de Perú, siendo el Mejor jugador del partido Australia-Perú por la Copa Mundial FIFA e incluido en el XI ideal del Grupo C de la Copa Mundial de Fútbol 2018 que no sirvió para evitar la eliminación de Perú en la Primera Fase.

#### Preparación a Copa América 2019
La selección del Perú tuvo una participación discreta en la Copa Mundial FIFA 2018, a la que había logrado clasificar después de 36 años (su última participación había sido en 1982), tras vencer a Nueva Zelanda en la repesca continental OFC-Conmebol tras finalizar quinto en las eliminatorias. Luego del Mundial celebrado en Rusia, el conjunto bicolor comenzó su preparación de cara a la Copa América 2019 con giras amistosas durante los meses de septiembre, octubre, y noviembre de 2018 y junio de 2019, totalizando diez partidos, tres victorias, un empate, y seis derrotas.

#### Copa América 2019

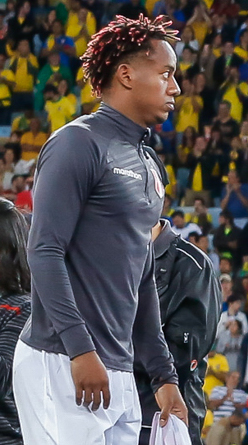
Carrillo recibiendo la medalla de subcampeón en la final de la Copa América 2019.

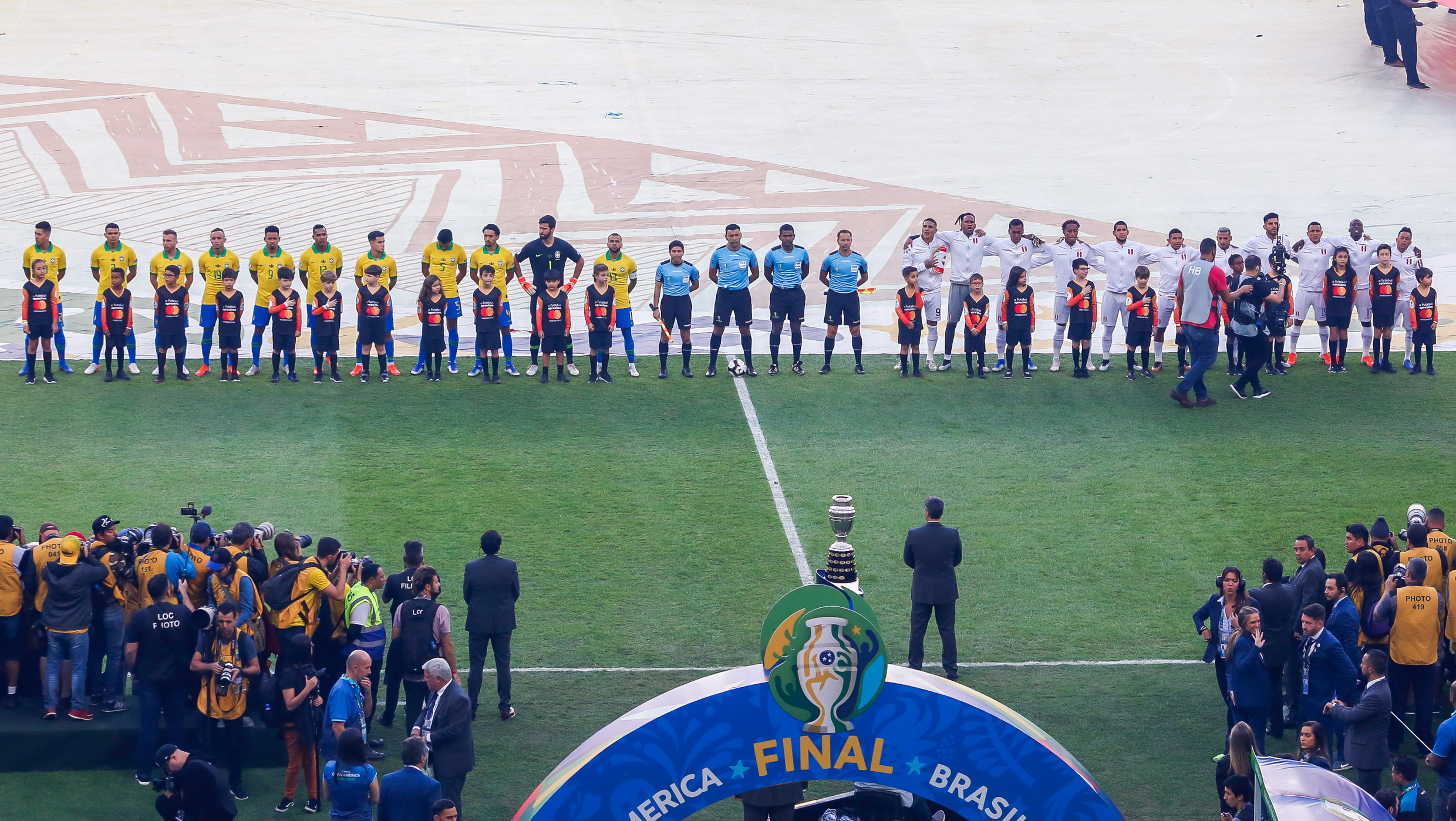
Andre Carrillo de titular en la Final de la Copa América 2019.

El 30 de mayo de 2019 fue convocado por el entrenador Ricardo Gareca para disputar la Copa América 2019 realizada en Brasil. Carrillo debutó en el primer partido de la copa siendo suplente e ingresando al minuto 88 por Christofer González en el empate de 0-0 con Venezuela, en ese partido Carrillo vio la tarjeta amarilla en los minutos finales. En el segundo partido por la fase de grupos, la selección Peruana se enfrentó a Bolivia, el marcador lo abriría el futbolista boliviano Marcelo Martins con un gol de penal, pero antes de acabar el primer tiempo, Guerrero pondría el 1-1 temporal con un gol, el partido finalizaría con un resultado de 3-1 a favor de Perú en donde Guerrero sería elegido como el mejor jugador del partido. En último partido de Perú en la fase de grupos, Brasil superaría a la Blanquirroja con un contundente 5-0. Con estos resultados la selección peruana clasificaría a los cuartos de final como "mejores terceros". En los cuartos de final, la selección eliminó a su similar de Uruguay en la tanda de penales. clasificando así, a la semifinal, en cuya etapa se enfrentaría a Chile en una nueva edición del Clásico del Pacífico, partido en el cual la selección inca superaría a Chile con una contundente goleada de 3-0, dando dos asistencias, para el 1-0, que lo convirtió el futbolista Edison Flores y para el 2-0 ganándole una pelota al guardameta Arias y dejándole un centro a Yoshimar Yotun que encajaría en el 2-0, en este partido Guerrero anotaría el tercer gol de Perú en el tiempo complementario, luego de una serie de toques, llevándose al arquero Chileno Gabriel Arias, clasificando así, a una final continental después de 44 años.
En el partido final de la Copa América, Perú se enfrentó a Brasil. El marcador lo abrió el Brasileño Everton, sin embargo, Guerrero pondría el empate al anotar un gol de penal, rompiendo la racha del arquero Brasileño Alisson Becker, pero pocos minutos después, Gabriel Jesús anotaría el segundo gol de Brasil. En los últimos minutos del partido, Richarlison anotaría de penal el tercer gol de Brasil. El partido finalizaría 3-1 a favor de Brasil. Carrillo subió al podio para recibir la Copa Bolivia con Paolo Guerrero, copa hecha para el subcampeón.

#### Preparación a la Copa América 2021
Durante el transcurso de los meses restantes de 2019, la selección disputó cinco encuentros amistosos, de los cuales ganó uno, empató uno, y perdió tres. Tuvo agendado un sexto partido ante Chile, pero fue suspendido luego de que los jugadores de aquel combinado decidieran no presentarse en respuesta a la grave situación situación política y social que afrontaba su país. En marzo de 2020, Perú debió disputar los primeros dos partidos correspondientes a las eliminatorias para la Copa Mundial de 2022 ante Paraguay en Asunción, y Brasil como local; sin embargo, la pandemia de COVID-19 originada a fines de 2019 provocó que los compromisos fueran definitivamente postergados. Asimismo, la Copa América de Argentina y Colombia, originalmente a disputarse a mediados de 2020, fue reprogramada para junio y julio de 2021.

#### Copa América 2021
El 10 de junio de 2021 fue convocado por el entrenador Ricardo Gareca para disputar la Copa América 2021 realizada en Brasil. Carrillo debutó en el primer partido de la copa para Perú siendo titular donde Brasil superaría a la Blanquirroja con un contundente 4-0. 
En el segundo partido por la fase de grupos, la selección Peruana se enfrentó a Colombia, Peña se hizo presente con un gol en el minuto 17, anotando el primer gol de Perú en la victoria 2-1 de la Selección Peruana frente a Colombia, pero en el minuto 53, Miguel Ángel Borja gana una pelota en el área rival saliendo al encuentro con Pedro Gallese donde este le comete una falta y causa un penal convertido por el mismo. En el minuto 64, Christian Cueva saca un córner en donde al entrar en área colombiana choca con el hombro de Yerry Mina metiendo un gol en propia portería y dándole la victoria al conjunto peruano. 
En la cuarta fecha se enfrenta a Ecuador quien fue protagonista y lo demostró con un marcador favorable de 2 a 0. En la segunda mitad, Perú salió con todo y a los pocos minutos descontó mediante Gianluca Lapadula, tras una gran jugada de Christian Cueva, define con un remate potente y rasante con su pierna izquierda y convierte el descuento para la selección, y antes de que Ecuador pudiese recuperarse, André Carrillo, tras un gran contragolpe peruano, anota el empate para Perú luego de una buena jugada de Lapadula. Con el 2-2 final, Perú se clasifica a la siguiente fase.
En la última fecha se enfrenta a Venezuela que termina en resultado favorable para Perú, ya que Carrillo daría el triunfo en el Mane Garrincha mediante un tiro de esquina de Yoshimar Yotún que chocaría la pelota en dos defensores venezolanos y Carrillo aprovechara esa oportunidad para definir con serenidad ante un Wuilker Fariñez vencido. El resultado final es 1-0 finalizando la fase de grupos como segunda del Grupo B.
En el partido de cuartos de final contra Paraguay, el primer gol es anotado por Gustavo Gómez Portillo a los 11 minutos, pero diez minutos después Carrillo mete la pelota al área y el mismo Gómez lo mete en propia puerta. A los 40 minutos Gianluca Lapadula anotaría el 2-1 momentáneo, terminando el primer tiempo Gómez sería expulsado por reclamación y falta contra Lapadula. Al inicio del segundo tiempo Paraguay lo empató mediante Junior Alonso, pero al minuto 80, Yoshimar Yotún anotaría el 3-2 para Perú, instantes después André Carrillo recibiría la doble amarilla y el equipo blanquirrojo igual que Paraguay se quedó con 10 jugadores; terminando el partido Paraguay por medio de Gabriel Ávalos anotaría el empate en el minuto final. Perú ganaría en los penales 4-3, el penal definitivo lo anotaría Miguel Trauco. 
En el partido de semifinales contra Brasil, el primer gol es anotado por Lucas Paquetá a los 35 minutos del primer tras una buena jugada de Neymar quien en sus pies llevaría el balón llevándose a 3 centrales y asistiéndole para el único gol del partido. Perú en el segundo tiempo tuvo más posesión del balón con juegos de Raziel García, pero no le alcanzó para un empate. Al final la 'Canarinha' es el primer finalista de la Copa América 2021 venciéndole 1-0 a Perú en el Estadio Olímpico Nilton Santos.
En el partido por el tercer puesto, Carrillo vuelve al equipo de manera titular donde la selección Peruana se enfrentó a Colombia, el primer gol es anotado por Yoshimar Yotún tras un 'sombrerito' y pase largo de Sergio Peña a Christian Cueva el cual este asistiría para el único gol de la primera mitad. A los 48 minutos del segundo tiempo, Alexander Callens mete una falta contra Luis Diaz el cual se da un tiro libre a favor de Colombia concluyendo en gol de Juan Guillermo Cuadrado, luego a los 66 minutos Diaz con mucha categoría define desde fuera del área para el 2-1 de Colombia, pero Gianluca Lapadula daría el empate a los 82 minutos y en el final nuevamente Diaz mete su gol fomentando el 3-2 para Colombia y su doblete en el partido. Finalmente Perú obtuvo el cuarto lugar en la Copa América y Colombia el tercer lugar.

#### Eliminatorias a Catar 2022
Carrillo inicio su proceso de clasificación para la Copa Mundial de 2022 ante Paraguay de visita, poniendo el 1-0 temporal, ya que Ángel Romero Villamayor anotó un doblete para poner arriba a Paraguay, André Carrillo se hizo presente en el partido en el minuto 85, anotando un gol de palomita que le dio el empate definitivo a Perú, culminando el partido con marcador 2-2. 
En la segunda fecha de las Eliminatorias, Perú se enfrentó de local a Brasil. Carrillo se hizo presente con un gol a los minutos iniciales del partido, anotando el primer gol de Perú en la derrota 2-4 de la Selección Peruana frente a Brasil en un partido que se hizo polémica, en el primer tiempo después del gol de Carrillo, Brasil genera un penal que lo convertiría el futbolista Neymar, luego una falta de Richarlison que deja sangrando a Trauco lo cual el árbitro chileno Julio Bascuñan no cobro ninguna tarjeta. En el segundo tiempo, Perú se pone arriba en el marcador con un gol de Renato Tapia, luego un gol supuestamente en off-side de Richarlison, que no fue revisada al VAR, lo cual significo algo extraño en el árbitro chileno, en los minutos finales la pelota rosa el área peruano a donde tras el paso del balón Neymar se tira dando una falta en el área, "generada" por Carlos Zambrano, lo que el árbitro decide generar el penal nuevamente sin revisar al VAR, luego una falta de Zambrano a Richarlison, genera que Bascuñan recién vaya al VAR, dándole roja y quedándose con 10 hombres, para el final Neymar anota un triplete superando a Ronaldo en goles. El partido termina 3-4 a favor de Brasil.
En la tercera y cuarta fecha de las Eliminatorias pierde 0-2 contra Chile de vista, mediante un doblete de Arturo Vidal y 0-2 contra Argentina de local, con goles de Nicolás González y Lautaro Martínez.
Para la siguiente doble fecha de las Eliminatorias jugando de titular en los dos partidos, en el primer partido contra Colombia en Lima perdiendo 0-3, en donde realizó 46 toques al balón, contó con 89% de precisión de pases y dio un pase clave, al controlar en la frontal del área y habilitar a Miguel Trauco, que después asistió a Christian Cueva. En su visita a Quito para el siguiente partido lo ganó en un resultado ajustado para Perú, donde se salvo de un penal en el minuto 48 tras un mano de Luis Abram donde el VAR corrigió que estaba pegada al cuerpo, luego Gianluca Lapadula recibe una pelota del área peruana al mediocampo donde lo esperaba en la marca el jugador Angelo Preciado que en el intento de defender, tropieza cediéndole fácil el balón a Christian Cueva quien marcaría el primer tanto del partido, en el minuto 88 Lapadula gana un balón en área ecuatoriana y le da pase a Luis Advíncula; este forma una pared con Lapadula y mete el segundo el gol entre las piernas del portero Alexander Domínguez para poner 2-0 a favor de Perú. Cerrando el partido el futbolista ecuatoriano, Gonzalo Plata pone el descuento en el minuto 3 del descuento lo que no vasto para que empatara Ecuador el partido, dando finalizado el partido fue 2-1 para la Selección de futbol de Perú.

### Participaciones en selecciones menores
| Torneo                      | Sede | Resultado    | Partidos | Goles |
| --------------------------- | ---- | ------------ | -------- | ----- |
| Sudamericano Sub-20 de 2011 | Perú | Primera Fase | 4        | 0     |

### Participaciones en Copas del Mundo
| Torneo            | Sede  | Resultado      | Partidos | Goles | Prom. |
| ----------------- | ----- | -------------- | -------- | ----- | ----- |
| Copa Mundial 2018 | Rusia | Fase de grupos | 3        | 1     | 0.33  |

### Participaciones en Copa América
| Torneo                | Sede                  | Resultado             | Partidos | Goles | Asist. | Prom. |
| --------------------- | --------------------- | --------------------- | -------- | ----- | ------ | ----- |
| Copa América 2011     | Argentina             | Tercer Lugar          | 1        | 0     | 0      | 0.00  |
| Copa América 2015     | Chile                 | Tercer Lugar          | 4        | 1     | 4      | 0.25  |
| Copa América 2019     | Brasil                | Subcampeón            | 3        | 0     | 1      | 0.00  |
| Copa América 2021     | Brasil                | Cuarto Lugar          | 6        | 2     | 0      | 0.4   |
| Copa América 2024     | Estados Unidos        | Fase de grupos        | 1        | 0     | 0      | 0,0   |
| Total en Copa América | Total en Copa América | Total en Copa América | 15       | 3     | 6      | 0.23  |

### Participaciones en Clasificatorias a Copas del Mundo
| Eliminatorias                 | Sede       | Selección | Resultado    | Partidos | Goles | Asist. |
| ----------------------------- | ---------- | --------- | ------------ | -------- | ----- | ------ |
| Eliminatorias Mundial de 2014 | Sudamérica | Perú      | 7.º lugar    | 9        | 0     | 0      |
| Eliminatorias Mundial de 2018 | Sudamérica | Perú      | 5.º lugar    | 9        | 1     | 1      |
| Eliminatorias Mundial de 2022 | Sudamérica | Perú      | 5.º lugar    | 14       | 3     | 1      |
| Eliminatorias Mundial de 2026 | Sudamérica | Perú      | Disputándose | 5        | 0     | 0      |
| Total                         | Total      | Total     | Total        | 39       | 4     | 4      |

### Goles internacionales
| #  | Fecha                 | Lugar                                                     | Rival          | Gol   | Resultado | Competición                   |
| -- | --------------------- | --------------------------------------------------------- | -------------- | ----- | --------- | ----------------------------- |
| 1  | 15 de agosto de 2012  | Estadio Nacional, San José, Costa Rica                    | Costa Rica     | 0 - 1 | 0 - 1     | Amistoso                      |
| 2  | 3 de julio de 2015    | Estadio Ester Roa Rebolledo, Concepción, Chile            | Paraguay       | 2 - 0 | 2 - 0     | Copa América 2015             |
| 3  | 23 de marzo de 2017   | Estadio Monumental, Maturín, Venezuela                    | Venezuela      | 2 - 1 | 2 - 2     | Eliminatorias Mundial de 2018 |
| 4  | 23 de marzo de 2018   | Hard Rock Stadium, Miami, Estados Unidos                  | Croacia        | 1 - 0 | 1 - 0     | Amistoso                      |
| 5  | 3 de junio de 2018    | Kybunpark, San Galo, Suiza                                | Arabia Saudita | 0 - 1 | 0 - 3     | Amistoso                      |
| 6  | 26 de junio de 2018   | Estadio Fisht, Sochi, Rusia                               | Australia      | 0 - 1 | 0 - 2     | Copa Mundial 2018             |
| 7  | 8 de octubre de 2020  | Estadio Defensores del Chaco, Asunción, Paraguay          | Paraguay       | 0 - 1 | 2 - 2     | Eliminatorias Mundial de 2022 |
| 8  | 8 de octubre de 2020  | Estadio Defensores del Chaco, Asunción, Paraguay          | Paraguay       | 2 - 2 | 2 - 2     | Eliminatorias Mundial de 2022 |
| 9  | 13 de octubre de 2020 | Estadio Nacional , Lima, Perú                             | Brasil         | 1 - 0 | 2 - 4     | Eliminatorias Mundial de 2022 |
| 10 | 23 de junio de 2021   | Estadio Olímpico Pedro Ludovico Teixeira, Goiânia, Brasil | Ecuador        | 2 - 2 | 2 - 2     | Copa América 2021             |
| 11 | 27 de junio de 2021   | Estadio Mané Garrincha, Brasilia, Brasil                  | Venezuela      | 0 - 1 | 0 - 1     | Copa América 2021             |

## Características del jugador

### Estilo de juego
Carrilo comúnmente suele jugar tanto como volante ofensivo, extremo u ocasionalmente como delantero, y ha sido descrito como «un gran gambeteador». Suele jugar como el volante de la derecha en la formación 4–3–2--1, tanto en su club como en su país, debido a ser desequilibrante en el ataque, dotado de velocidad y dominio técnico; esta posición le permite disparar con su pie hábil y asistir a sus compañeros. Dentro de sus aptitudes destacan su creatividad, visión, regate, finta, toque, y técnica, siendo referido como un jugador «explosivo».

## Estadísticas

### Clubes
| Club | Temporada           | Liga  | Liga  | Liga   | Copas (1) | Copas (1) | Copas (1) | Internacional (2) | Internacional (2) | Internacional (2) | Total (3) | Total (3) | Total (3) | Promedio |
| Club | Temporada           | Part. | Goles | Asist. | Part.     | Goles     | Asist.    | Part.             | Goles             | Asist.            | Part.     | Goles     | Asist.    | Promedio |
| --- | ------------------- | ----- | ----- | ------ | --------- | --------- | --------- | ----------------- | ----------------- | ----------------- | --------- | --------- | --------- | -------- |
| Alianza Lima · Perú |                     |       |       |        |           |           |           |                   |                   |                   |           |           |           |          |
| 2009 | 1                   | 0     | 0     | —      | —         | —         | —         | —                 | —                 | 1                 | 0         | 0         | 0.00      |          |
| 2010 | 11                  | 0     | 1     | —      | —         | —         | —         | —                 | —                 | 11                | 0         | 1         | 0.00      |          |
| 2011 | 9                   | 3     | 1     | —      | —         | —         | —         | —                 | —                 | 9                 | 3         | 1         | 0.33      |          |
| Total club | Total club          | 21    | 3     | 2      | 0         | 0         | 0         | 0                 | 0                 | 0                 | 21        | 3         | 2         | 0.14     |
| Sporting de Lisboa Portugal |                     |       |       |        |           |           |           |                   |                   |                   |           |           |           |          |
| 2011-12 | 24                  | 2     | 6     | 9      | 1         | 2         | 13        | 0                 | 1                 | 46                | 3         | 9         | 0.07      |          |
| 2012-13 | 23                  | 1     | 4     | 3      | 0         | 0         | 5         | 2                 | 0                 | 31                | 3         | 4         | 0.10      |          |
| 2013-14 | 27                  | 2     | 4     | 5      | 0         | 1         | —         | —                 | —                 | 32                | 2         | 5         | 0.06      |          |
| 2014-15 | 32                  | 5     | 15    | 6      | 2         | 1         | 8         | 0                 | 2                 | 46                | 7         | 18        | 0.15      |          |
| 2015-16 | 4                   | 1     | 1     | 1      | 0         | 1         | 2         | 0                 | 1                 | 7                 | 1         | 3         | 0.14      |          |
| Total club | Total club          | 110   | 11    | 30     | 24        | 3         | 5         | 28                | 2                 | 4                 | 162       | 16        | 39        | 0.10     |
| S. L. Benfica Portugal | 2016-17             | 20    | 2     | 1      | 9         | 1         | 2         | 3                 | 0                 | 0                 | 32        | 3         | 3         | 0.09     |
| Total club | Total club          | 20    | 2     | 1      | 9         | 1         | 1         | 3                 | 0                 | 0                 | 32        | 3         | 3         | 0.09     |
| Watford F. C. Inglaterra | 2017-18             | 28    | 1     | 2      | 2         | 1         | 0         | —                 | —                 | —                 | 30        | 2         | 2         | 0.07     |
| Total club | Total club          | 28    | 1     | 2      | 2         | 1         | 0         | 0                 | 0                 | 0                 | 30        | 2         | 2         | 0.07     |
| Al-Hilal Saudi Arabia Saudita | 2018-19             | 21    | 3     | 6      | 4         | 1         | 0         | 8                 | 2                 | 2                 | 33        | 6         | 8         | 0.18     |
| Al-Hilal Saudi Arabia Saudita | 2019-20             | 27    | 4     | 4      | 5         | 1         | 2         | 7                 | 1                 | 3                 | 39        | 6         | 9         | 0.15     |
| Al-Hilal Saudi Arabia Saudita | 2020-21             | 29    | 7     | 5      | 2         | 0         | 0         | 6                 | 1                 | 0                 | 37        | 8         | 5         | 0.22     |
| Al-Hilal Saudi Arabia Saudita | 2021-22             | 22    | 4     | 2      | 3         | 1         | 0         | 4                 | 2                 | 0                 | 29        | 7         | 2         | 0.20     |
| Al-Hilal Saudi Arabia Saudita | 2022-23             | 30    | 1     | 5      | 5         | 0         | 1         | 3                 | 0                 | 0                 | 38        | 1         | 6         | 0.02     |
| Al-Hilal Saudi Arabia Saudita | 2023-24             | —     | —     | —      | —         | —         | —         | 4                 | 0                 | 0                 | 4         | 0         | 0         | 0.00     |
| Total club | Total club          | 129   | 19    | 22     | 19        | 3         | 3         | 32                | 5                 | 5                 | 180       | 27        | 30        | 0.15     |
| Al-Qadisiyah Arabia Saudita | 2023-24             | 28    | 2     | 5      | 0         | 0         | 0         | —                 | —                 | —                 | 28        | 2         | 5         | 0.07     |
| Total club | Total club          | 29    | 2     | 5      | 0         | 0         | 0         | 0                 | 0                 | 0                 | 29        | 2         | 5         | 0.06     |
| Corinthians · Brasil | 2024                | 13    | 0     | 6      | 2         | 0         | 0         | 4                 | 1                 | 1                 | 19        | 1         | 7         | 0.12     |
| Corinthians · Brasil | 2025                | 15    | 1     | 2      | 16        | 0         | 0         | 10                | 2                 | 2                 | 41        | 3         | 4         | 0.02     |
| Total club | Total club          | 28    | 1     | 8      | 18        | 0         | 0         | 14                | 3                 | 3                 | 60        | 4         | 11        | 0.12     |
| Total en su carrera | Total en su carrera | 338   | 38    | 64     | 54        | 8         | 9         | 67                | 8                 | 9                 | 513       | 57        | 92        | 0.11     |
| (1) Incluye datos de la Copa de la Liga de Portugal (2011/12, 2012/13 y 2013/14), Copa de Portugal (2011/12, 2012/13 y 2013/14). (2) Incluye datos de la Liga de Campeones de la UEFA, Liga Europea de la UEFA (2011/12 y 2012/13). (3) No incluye goles en partidos amistosos. |                     |       |       |        |           |           |           |                   |                   |                   |           |           |           |          |

### Participaciones en mundial de clubes de la FIFA
| Torneo                      | Sede      | Club    | Resultado    | Partidos | Goles |
| --------------------------- | --------- | ------- | ------------ | -------- | ----- |
| Copa Mundial de Clubes 2019 | Catar     | Al-Hial | Cuarto lugar | 2        | 0     |
| Copa Mundial de Clubes 2021 | EAU       | Al-Hial | Cuarto lugar | 3        | 1     |
| Copa Mundial de Clubes 2022 | Marruecos | Al-Hial | Subcampeón   | 3        | 0     |

### Selección nacional
| \| Fecha \| Ciudad \| Local \| Resultado \| Visitante \| Competición \| Goles \| \| ---------- \| ---------------- \| -------------- \| --------- \| -------------- \| -------------------------- \| ----- \| \| 29-06-2011 \| Lima \| Perú \| 1-0 \| Senegal \| Amistoso \| \| \| 13-07-2011 \| Mendoza \| Chile \| 1-0 \| Perú \| Copa América 2011 \| \| \| 29-02-2012 \| Túnez \| Túnez \| 0-0 \| Perú \| Amistoso \| \| \| 04-06-2012 \| Lima \| Perú \| 0-1 \| Colombia \| Eliminatorias Mundial 2014 \| \| \| 10-06-2012 \| Montevideo \| Uruguay \| 4-2 \| Perú \| Eliminatorias Mundial 2014 \| \| \| 15-08-2012 \| San José \| Costa Rica \| 0-1 \| Perú \| Amistoso \| \| \| 08-09-2012 \| Lima \| Perú \| 2-1 \| Venezuela \| Eliminatorias Mundial 2014 \| \| \| 11-09-2012 \| Lima \| Perú \| 1-1 \| Argentina \| Eliminatorias Mundial 2014 \| \| \| 17-10-2012 \| Asunción \| Paraguay \| 1-0 \| Perú \| Eliminatorias Mundial 2014 \| \| \| 01-06-2013 \| Panamá \| Panamá \| 1-2 \| Perú \| Amistoso \| \| \| 11-06-2013 \| Barranquilla \| Colombia \| 2-0 \| Perú \| Eliminatorias Mundial 2014 \| \| \| 10-09-2013 \| Puerto La Cruz \| Venezuela \| 3-2 \| Perú \| Eliminatorias Mundial 2014 \| \| \| 11-10-2013 \| Buenos Aires \| Argentina \| 3-1 \| Perú \| Eliminatorias Mundial 2014 \| \| \| 15-10-2013 \| Lima \| Perú \| 1-1 \| Bolivia \| Eliminatorias Mundial 2014 \| \| \| 30-05-2014 \| Londres \| Inglaterra \| 3-0 \| Perú \| Amistoso \| \| \| 03-06-2014 \| Lucerna \| Suiza \| 2-0 \| Perú \| Amistoso \| \| \| 05-09-2014 \| Dubái \| Irak \| 0-2 \| Perú \| Amistoso \| \| \| 09-09-2014 \| Doha \| Catar \| 0-2 \| Perú \| Amistoso \| \| \| 10-10-2014 \| Valparaíso \| Chile \| 3-0 \| Perú \| Amistoso \| \| \| 14-10-2014 \| Lima \| Perú \| 1-0 \| Guatemala \| Amistoso \| \| \| 14-10-2014 \| Luque \| Paraguay \| 2-1 \| Perú \| Amistoso \| \| \| 19-10-2014 \| Lima \| Perú \| 2-1 \| Paraguay \| Amistoso \| \| \| 31-03-2015 \| Fort Lauderdale \| Perú \| 0-1 \| Venezuela \| Amistoso \| \| \| 14-06-2015 \| Temuco \| Brasil \| 2-1 \| Perú \| Copa América 2015 \| \| \| 25-06-2015 \| Temuco \| Bolivia \| 1-3 \| Perú \| Copa América 2015 \| \| \| 29-06-2015 \| Santiago \| Chile \| 2-1 \| Perú \| Copa América 2015 \| \| \| 03-07-2015 \| Concepción \| Perú \| 2-0 \| Paraguay \| Copa América 2015 \| \| \| 04-09-2015 \| Washington D. C. \| Estados Unidos \| 2-1 \| Perú \| Amistoso \| \| \| 08-09-2015 \| Nueva Jersey \| Colombia \| 1-1 \| Perú \| Amistoso \| \| \| 08-10-2015 \| Barranquilla \| Colombia \| 2-0 \| Perú \| Eliminatorias Mundial 2018 \| \| \| 13-10-2015 \| Lima \| Perú \| 3-4 \| Chile \| Eliminatorias Mundial 2018 \| \| \| 10-11-2016 \| Asunción \| Paraguay \| 1-4 \| Perú \| Eliminatorias Mundial 2018 \| \| \| 15-11-2016 \| Lima \| Perú \| 0-2 \| Brasil \| Eliminatorias Mundial 2018 \| \| \| 23-03-2017 \| Maturin \| Venezuela \| 2-2 \| Perú \| Eliminatorias Mundial 2018 \| \| \| 28-03-2017 \| Lima \| Perú \| 2-1 \| Uruguay \| Eliminatorias Mundial 2018 \| \| \| 08-06-2017 \| Trujillo \| Perú \| 1-0 \| Paraguay \| Amistoso \| \| \| 31-08-2017 \| Lima \| Perú \| 2-1 \| Bolivia \| Eliminatorias Mundial 2018 \| \| \| 05-09-2017 \| Quito \| Ecuador \| 1-2 \| Perú \| Eliminatorias Mundial 2018 \| \| \| 10-10-2017 \| Lima \| Perú \| 1-1 \| Colombia \| Eliminatorias Mundial 2018 \| \| \| 11-11-2017 \| Wellington \| Nueva Zelanda \| 0-0 \| Perú \| Repesca Mundial 2018 \| \| \| 15-11-2017 \| Lima \| Perú \| 2-0 \| Nueva Zelanda \| Repesca Mundial 2018 \| \| \| 23-03-2018 \| Miami \| Perú \| 2-0 \| Croacia \| Amistoso \| \| \| 27-03-2018 \| Harrison \| Perú \| 3-1 \| Islandia \| Amistoso \| \| \| 29-05-2018 \| Lima \| Perú \| 2-0 \| Escocia \| Amistoso \| \| \| 03-06-2018 \| San Galo \| Perú \| 3-0 \| Arabia Saudita \| Amistoso \| \| \| 09-06-2018 \| Gotemburgo \| Suecia \| 0-0 \| Perú \| Amistoso \| \| \| 16-06-2018 \| Saransk \| Perú \| 0-1 \| Dinamarca \| Copa Mundial 2018 \| \| \| 21-06-2018 \| Ekaterimburgo \| Francia \| 1-0 \| Perú \| Copa Mundial 2018 \| \| \| 26-06-2018 \| Sochi \| Australia \| 0-2 \| Perú \| Copa Mundial 2018 \| \| \| 06-09-2018 \| Ámsterdam \| Países Bajos \| 2-1 \| Perú \| Amistoso \| \| \| 09-09-2018 \| Sinsheim \| Alemania \| 2-1 \| Perú \| Amistoso \| \| \| 12-10-2018 \| Miami \| Perú \| 3-0 \| Chile \| Amistoso \| \| \| 16-10-2018 \| Miami \| Estados Unidos \| 1-1 \| Perú \| Amistoso \| \| \| 15-11-2018 \| Lima \| Perú \| 0-2 \| Ecuador \| Amistoso \| \| \| 15-11-2018 \| Arequipa \| Perú \| 2-3 \| Costa Rica \| Amistoso \| \| \| 22-03-2019 \| Nueva Jersey \| Perú \| 1-0 \| Paraguay \| Amistoso \| \| \| 26-03-2019 \| Washington D. C. \| Perú \| 0-2 \| El Salvador \| Amistoso \| \| \| 05-06-2019 \| Lima \| Perú \| 1-0 \| Costa Rica \| Amistoso \| \| \| 09-06-2019 \| Lima \| Perú \| 0-3 \| Colombia \| Amistoso \| \| \| 15-06-2019 \| Porto Alegre \| Venezuela \| 0-0 \| Perú \| Copa América 2019 \| \| \| 29-06-2019 \| Salvador \| Uruguay \| 0-0 \| Perú \| Copa América 2019 \| \| \| 03-07-2019 \| Porto Alegre \| Chile \| 0-3 \| Perú \| Copa América 2019 \| \| \| 07-07-2019 \| Río de Janeiro \| Brasil \| 1-3 \| Perú \| Copa América 2019 \| \| \| 05-09-2019 \| Nueva Jersey \| Perú \| 0-1 \| Ecuador \| Amistoso \| \| \| 10-09-2019 \| Los Ángeles \| Perú \| 1-0 \| Brasil \| Amistoso \| \| \| 11-10-2019 \| Montevideo \| Uruguay \| 1-0 \| Perú \| Amistoso \| \| \| 15-10-2019 \| Lima \| Perú \| 1-1 \| Uruguay \| Amistoso \| \| \| 08-10-2020 \| Asunción \| Paraguay \| 2-2 \| Perú \| Eliminatorias Mundial 2022 \| \| \| 13-10-2020 \| Lima \| Perú \| 2-4 \| Brasil \| Eliminatorias Mundial 2022 \| \| \| 13-11-2020 \| Santiago \| Chile \| 2-0 \| Perú \| Eliminatorias Mundial 2022 \| \| \| 17-11-2020 \| Lima \| Perú \| 0-2 \| Argentina \| Eliminatorias Mundial 2022 \| \| \| 03-06-2021 \| Lima \| Perú \| 0-3 \| Colombia \| Eliminatorias Mundial 2022 \| \| \| 08-06-2021 \| Quito \| Ecuador \| 1-2 \| Perú \| Eliminatorias Mundial 2022 \| \| \| 17-06-2021 \| Río de Janeiro \| Brasil \| 4-0 \| Perú \| Copa América 2021 \| \| \| 20-06-2021 \| Goiânia \| Colombia \| 1-2 \| Perú \| Copa América 2021 \| \| \| 23-06-2021 \| Goiânia \| Ecuador \| 2-2 \| Perú \| Copa América 2021 \| \| \| 27-06-2021 \| Brasília \| Venezuela \| 0-1 \| Perú \| Copa América 2021 \| \| \| 02-07-2021 \| Goiânia \| Paraguay \| 3-3 \| Perú \| Copa América 2021 \| \| \| 09-07-2021 \| Brasília \| Colombia \| 3-2 \| Perú \| Copa América 2021 \| \| \| 02-09-2021 \| Lima \| Perú \| 1-1 \| Uruguay \| Eliminatorias Mundial 2022 \| \| \| 05-09-2021 \| Lima \| Perú \| 1-0 \| Venezuela \| Eliminatorias Mundial 2022 \| \| \| 09-09-2021 \| Pernambuco \| Brasil \| 2-0 \| Perú \| Eliminatorias Mundial 2022 \| \| \| 11-11-2021 \| Lima \| Perú \| 3-0 \| Bolivia \| Eliminatorias Mundial 2022 \| \| \| 16-11-2021 \| Caracas \| Venezuela \| 1-2 \| Perú \| Eliminatorias Mundial 2022 \| \| \| 28-01-2022 \| Barranquilla \| Colombia \| 0-1 \| Perú \| Eliminatorias Mundial 2022 \| \| \| 01-02-2022 \| Lima \| Perú \| 1-1 \| Ecuador \| Eliminatorias Mundial 2022 \| \| \| Total \| \| Presencias \| 86 \| \| Goles \| 11 \| |                  |                |           |                |                            |       |
| Fecha | Ciudad           | Local          | Resultado | Visitante      | Competición                | Goles |
| 29-06-2011 | Lima             | Perú           | 1-0       | Senegal        | Amistoso                   |       |
| 13-07-2011 | Mendoza          | Chile          | 1-0       | Perú           | Copa América 2011          |       |
| 29-02-2012 | Túnez            | Túnez          | 0-0       | Perú           | Amistoso                   |       |
| 04-06-2012 | Lima             | Perú           | 0-1       | Colombia       | Eliminatorias Mundial 2014 |       |
| 10-06-2012 | Montevideo       | Uruguay        | 4-2       | Perú           | Eliminatorias Mundial 2014 |       |
| 15-08-2012 | San José         | Costa Rica     | 0-1       | Perú           | Amistoso                   |       |
| 08-09-2012 | Lima             | Perú           | 2-1       | Venezuela      | Eliminatorias Mundial 2014 |       |
| 11-09-2012 | Lima             | Perú           | 1-1       | Argentina      | Eliminatorias Mundial 2014 |       |
| 17-10-2012 | Asunción         | Paraguay       | 1-0       | Perú           | Eliminatorias Mundial 2014 |       |
| 01-06-2013 | Panamá           | Panamá         | 1-2       | Perú           | Amistoso                   |       |
| 11-06-2013 | Barranquilla     | Colombia       | 2-0       | Perú           | Eliminatorias Mundial 2014 |       |
| 10-09-2013 | Puerto La Cruz   | Venezuela      | 3-2       | Perú           | Eliminatorias Mundial 2014 |       |
| 11-10-2013 | Buenos Aires     | Argentina      | 3-1       | Perú           | Eliminatorias Mundial 2014 |       |
| 15-10-2013 | Lima             | Perú           | 1-1       | Bolivia        | Eliminatorias Mundial 2014 |       |
| 30-05-2014 | Londres          | Inglaterra     | 3-0       | Perú           | Amistoso                   |       |
| 03-06-2014 | Lucerna          | Suiza          | 2-0       | Perú           | Amistoso                   |       |
| 05-09-2014 | Dubái            | Irak           | 0-2       | Perú           | Amistoso                   |       |
| 09-09-2014 | Doha             | Catar          | 0-2       | Perú           | Amistoso                   |       |
| 10-10-2014 | Valparaíso       | Chile          | 3-0       | Perú           | Amistoso                   |       |
| 14-10-2014 | Lima             | Perú           | 1-0       | Guatemala      | Amistoso                   |       |
| 14-10-2014 | Luque            | Paraguay       | 2-1       | Perú           | Amistoso                   |       |
| 19-10-2014 | Lima             | Perú           | 2-1       | Paraguay       | Amistoso                   |       |
| 31-03-2015 | Fort Lauderdale  | Perú           | 0-1       | Venezuela      | Amistoso                   |       |
| 14-06-2015 | Temuco           | Brasil         | 2-1       | Perú           | Copa América 2015          |       |
| 25-06-2015 | Temuco           | Bolivia        | 1-3       | Perú           | Copa América 2015          |       |
| 29-06-2015 | Santiago         | Chile          | 2-1       | Perú           | Copa América 2015          |       |
| 03-07-2015 | Concepción       | Perú           | 2-0       | Paraguay       | Copa América 2015          |       |
| 04-09-2015 | Washington D. C. | Estados Unidos | 2-1       | Perú           | Amistoso                   |       |
| 08-09-2015 | Nueva Jersey     | Colombia       | 1-1       | Perú           | Amistoso                   |       |
| 08-10-2015 | Barranquilla     | Colombia       | 2-0       | Perú           | Eliminatorias Mundial 2018 |       |
| 13-10-2015 | Lima             | Perú           | 3-4       | Chile          | Eliminatorias Mundial 2018 |       |
| 10-11-2016 | Asunción         | Paraguay       | 1-4       | Perú           | Eliminatorias Mundial 2018 |       |
| 15-11-2016 | Lima             | Perú           | 0-2       | Brasil         | Eliminatorias Mundial 2018 |       |
| 23-03-2017 | Maturin          | Venezuela      | 2-2       | Perú           | Eliminatorias Mundial 2018 |       |
| 28-03-2017 | Lima             | Perú           | 2-1       | Uruguay        | Eliminatorias Mundial 2018 |       |
| 08-06-2017 | Trujillo         | Perú           | 1-0       | Paraguay       | Amistoso                   |       |
| 31-08-2017 | Lima             | Perú           | 2-1       | Bolivia        | Eliminatorias Mundial 2018 |       |
| 05-09-2017 | Quito            | Ecuador        | 1-2       | Perú           | Eliminatorias Mundial 2018 |       |
| 10-10-2017 | Lima             | Perú           | 1-1       | Colombia       | Eliminatorias Mundial 2018 |       |
| 11-11-2017 | Wellington       | Nueva Zelanda  | 0-0       | Perú           | Repesca Mundial 2018       |       |
| 15-11-2017 | Lima             | Perú           | 2-0       | Nueva Zelanda  | Repesca Mundial 2018       |       |
| 23-03-2018 | Miami            | Perú           | 2-0       | Croacia        | Amistoso                   |       |
| 27-03-2018 | Harrison         | Perú           | 3-1       | Islandia       | Amistoso                   |       |
| 29-05-2018 | Lima             | Perú           | 2-0       | Escocia        | Amistoso                   |       |
| 03-06-2018 | San Galo         | Perú           | 3-0       | Arabia Saudita | Amistoso                   |       |
| 09-06-2018 | Gotemburgo       | Suecia         | 0-0       | Perú           | Amistoso                   |       |
| 16-06-2018 | Saransk          | Perú           | 0-1       | Dinamarca      | Copa Mundial 2018          |       |
| 21-06-2018 | Ekaterimburgo    | Francia        | 1-0       | Perú           | Copa Mundial 2018          |       |
| 26-06-2018 | Sochi            | Australia      | 0-2       | Perú           | Copa Mundial 2018          |       |
| 06-09-2018 | Ámsterdam        | Países Bajos   | 2-1       | Perú           | Amistoso                   |       |
| 09-09-2018 | Sinsheim         | Alemania       | 2-1       | Perú           | Amistoso                   |       |
| 12-10-2018 | Miami            | Perú           | 3-0       | Chile          | Amistoso                   |       |
| 16-10-2018 | Miami            | Estados Unidos | 1-1       | Perú           | Amistoso                   |       |
| 15-11-2018 | Lima             | Perú           | 0-2       | Ecuador        | Amistoso                   |       |
| 15-11-2018 | Arequipa         | Perú           | 2-3       | Costa Rica     | Amistoso                   |       |
| 22-03-2019 | Nueva Jersey     | Perú           | 1-0       | Paraguay       | Amistoso                   |       |
| 26-03-2019 | Washington D. C. | Perú           | 0-2       | El Salvador    | Amistoso                   |       |
| 05-06-2019 | Lima             | Perú           | 1-0       | Costa Rica     | Amistoso                   |       |
| 09-06-2019 | Lima             | Perú           | 0-3       | Colombia       | Amistoso                   |       |
| 15-06-2019 | Porto Alegre     | Venezuela      | 0-0       | Perú           | Copa América 2019          |       |
| 29-06-2019 | Salvador         | Uruguay        | 0-0       | Perú           | Copa América 2019          |       |
| 03-07-2019 | Porto Alegre     | Chile          | 0-3       | Perú           | Copa América 2019          |       |
| 07-07-2019 | Río de Janeiro   | Brasil         | 1-3       | Perú           | Copa América 2019          |       |
| 05-09-2019 | Nueva Jersey     | Perú           | 0-1       | Ecuador        | Amistoso                   |       |
| 10-09-2019 | Los Ángeles      | Perú           | 1-0       | Brasil         | Amistoso                   |       |
| 11-10-2019 | Montevideo       | Uruguay        | 1-0       | Perú           | Amistoso                   |       |
| 15-10-2019 | Lima             | Perú           | 1-1       | Uruguay        | Amistoso                   |       |
| 08-10-2020 | Asunción         | Paraguay       | 2-2       | Perú           | Eliminatorias Mundial 2022 |       |
| 13-10-2020 | Lima             | Perú           | 2-4       | Brasil         | Eliminatorias Mundial 2022 |       |
| 13-11-2020 | Santiago         | Chile          | 2-0       | Perú           | Eliminatorias Mundial 2022 |       |
| 17-11-2020 | Lima             | Perú           | 0-2       | Argentina      | Eliminatorias Mundial 2022 |       |
| 03-06-2021 | Lima             | Perú           | 0-3       | Colombia       | Eliminatorias Mundial 2022 |       |
| 08-06-2021 | Quito            | Ecuador        | 1-2       | Perú           | Eliminatorias Mundial 2022 |       |
| 17-06-2021 | Río de Janeiro   | Brasil         | 4-0       | Perú           | Copa América 2021          |       |
| 20-06-2021 | Goiânia          | Colombia       | 1-2       | Perú           | Copa América 2021          |       |
| 23-06-2021 | Goiânia          | Ecuador        | 2-2       | Perú           | Copa América 2021          |       |
| 27-06-2021 | Brasília         | Venezuela      | 0-1       | Perú           | Copa América 2021          |       |
| 02-07-2021 | Goiânia          | Paraguay       | 3-3       | Perú           | Copa América 2021          |       |
| 09-07-2021 | Brasília         | Colombia       | 3-2       | Perú           | Copa América 2021          |       |
| 02-09-2021 | Lima             | Perú           | 1-1       | Uruguay        | Eliminatorias Mundial 2022 |       |
| 05-09-2021 | Lima             | Perú           | 1-0       | Venezuela      | Eliminatorias Mundial 2022 |       |
| 09-09-2021 | Pernambuco       | Brasil         | 2-0       | Perú           | Eliminatorias Mundial 2022 |       |
| 11-11-2021 | Lima             | Perú           | 3-0       | Bolivia        | Eliminatorias Mundial 2022 |       |
| 16-11-2021 | Caracas          | Venezuela      | 1-2       | Perú           | Eliminatorias Mundial 2022 |       |
| 28-01-2022 | Barranquilla     | Colombia       | 0-1       | Perú           | Eliminatorias Mundial 2022 |       |
| 01-02-2022 | Lima             | Perú           | 1-1       | Ecuador        | Eliminatorias Mundial 2022 |       |
| Total |                  | Presencias     | 86        |                | Goles                      | 11    |

### Participaciones en competiciones internacionales
| Torneo                                 | Club               | Resultado              | Partidos | Goles |
| -------------------------------------- | ------------------ | ---------------------- | -------- | ----- |
| Liga Europa de la UEFA 2011-12         | Sporting de Lisboa | Semifinal              | 13       | 0     |
| Liga Europa de la UEFA 2012-13         | Sporting de Lisboa | Fase de grupos         | 5        | 2     |
| Liga de Campeones de la UEFA 2014-15   | Sporting de Lisboa | Fase de grupos         | 6        | 0     |
| Liga Europa de la UEFA 2014-15         | Sporting de Lisboa | Dieciseisavos de final | 2        | 0     |
| Liga Europa de la UEFA 2015-16         | Sporting de Lisboa | Fase de Clasificación  | 2        | 0     |
| Liga de Campeones de la UEFA 2016-17   | S. L. Benfica      | Fase de grupos         | 3        | 0     |
| Liga de Campeones de la AFC 2019       | Al-Hial            | Campeón                | 8        | 2     |
| Copa Mundial de Clubes de la FIFA 2019 | Al-Hial            | Cuarto lugar           | 2        | 0     |
| Liga de Campeones de la AFC 2021       | Al-Hial            | Campeón                | 6        | 1     |
| Copa Mundial de Clubes de la FIFA 2021 | Al-Hial            | Cuarto lugar           | 3        | 1     |
| Copa Mundial de Clubes de la FIFA 2022 | Al-Hial            | Subcampeón             | 3        | 0     |
| Liga de Campeones de la AFC 2022       | Al-Hial            | Subcampeón             | 1        | 0     |
| Copa Sudamericana 2024                 | Corinthians        | Semifinal              | 2        | 0     |

## Palmarés

### Campeonatos regionales
| Título              | Equipo      | Región    | Año  |
| ------------------- | ----------- | --------- | ---- |
| Campeonato Paulista | Corinthians | São Paulo | 2025 |

### Campeonatos nacionales
| Título                      | Equipo               | País           | Año     |
| --------------------------- | -------------------- | -------------- | ------- |
| Copa de Portugal            | Sporting de Lisboa   | Portugal       | 2014-15 |
| Supercopa de Portugal       | Sporting de Lisboa   | Portugal       | 2015    |
| Supercopa de Portugal       | S. L. Benfica        | Portugal       | 2016    |
| Primeira Liga               | S. L. Benfica        | Portugal       | 2016-17 |
| Copa de Portugal            | S. L. Benfica        | Portugal       | 2016-17 |
| Supercopa de Arabia Saudita | Al-Hilal Saudi F. C. | Arabia Saudita | 2018    |
| Liga Profesional Saudí      | Al-Hilal Saudi F. C. | Arabia Saudita | 2019-20 |
| Copa del Rey de Campeones   | Al-Hilal Saudi F. C. | Arabia Saudita | 2019-20 |
| Liga Profesional Saudí      | Al-Hilal Saudi F. C. | Arabia Saudita | 2020-21 |
| Supercopa de Arabia Saudita | Al-Hilal Saudi F. C. | Arabia Saudita | 2021    |
| Liga Profesional Saudí      | Al-Hilal Saudi F. C. | Arabia Saudita | 2021-22 |
| Copa del Rey de Campeones   | Al-Hilal Saudi F. C. | Arabia Saudita | 2022-23 |
| Liga de Yello               | Al-Qadisiyah F. C.   | Arabia Saudita | 2023-24 |

### Campeonatos internacionales
| Título                      | Equipo               | Sede    | Año  |
| --------------------------- | -------------------- | ------- | ---- |
| Liga de Campeones de la AFC | Al-Hilal Saudi F. C. | Saitama | 2019 |
| Liga de Campeones de la AFC | Al-Hilal Saudi F. C. | Riad    | 2021 |
| Supercopa de Lusail         | Al-Hilal Saudi F. C. | Lusail  | 2022 |

### Distinciones individuales
| Distinción                                                                                        | Año  |
| ------------------------------------------------------------------------------------------------- | ---- |
| Jugador revelación de la Primera División del Perú                                                | 2010 |
| Mejor gol de la Primeira Liga 2013-14                                                             | 2014 |
| Máximo Asistente de la Primeira Liga 2014-15                                                      | 2015 |
| Once ideal de la temporada 2014/15 de la Primeira Liga                                            | 2015 |
| Nominado a mejor jugador de la Primeira Liga 2014-15                                              | 2015 |
| Mejor jugador de la Supercopa de Portugal                                                         | 2015 |
| Incluido en el XI ideal de la fecha 21 de la Primeira Liga                                        | 2016 |
| Mejor jugador del partido entre el Benfica-Arouca por la Primeira Liga                            | 2017 |
| Incluido en el XI ideal de la fecha 4 de la Premier League                                        | 2017 |
| Mejor jugador del partido Australia-Perú por la Copa Mundial FIFA                                 | 2018 |
| Incluido en el XI ideal Latino de la Copa Mundial de Fútbol 2018 por Agencia EFE                  | 2018 |
| Incluido en el XI ideal del Grupo C de la Copa Mundial de Fútbol 2018                             | 2018 |
| Nominado a Mejor jugador de la Liga Profesional Saudí                                             | 2018 |
| Incluido en el XI ideal de los cuartos de final de la Liga de Campeones de la AFC                 | 2019 |
| MVP en la ida de la Final de la Liga de Campeones de la AFC                                       | 2019 |
| “Man of the Match” del duelo entre Al-Hilal y Esperance de Tunis por el Mundial de Clubes         | 2019 |
| Mejor jugador del partido Paraguay vs Perú por las Eliminatorias Sudamericanas rumbo a Catar 2022 | 2020 |
| Incluido en el Equipo ideal de la fecha 1 de las Eliminatorias Catar 2022 CONMEBOL                | 2020 |
| Mejor jugador de la Historia de la Liga de Campeones de la AFC                                    | 2020 |
| MVP del partido Perú - Venezuela por la Copa América 2021                                         | 2021 |